# Назаралиев, Медербек
Медербек Назаралиев (1934, Сары-Булак, Киргизская АССР — 1999, Бишкек) — киргизский и советский деятель культуры, театральный режиссёр-постановщик, Заслуженный деятель искусств Киргизской ССР (1973), Народный артист Киргизской Республики (1992).

## Биография
В 1958 году окончил театральный институт имени Александра Островского в Ташкенте. По совету педагогов перевёлся на режиссёрский факультет и окончил учебу на год позже.
До 1963 проработал в Тянь-Шаньском музыкально-драматическом театре, который был открыт на базе народного театра в Нарыне. Поскольку актерами были любители, без специального образования, М. Назаралиев преподавал им уроки сценической речи и сценического движения, начал обучать местных театралов актерскому мастерству. Со временем областной театр с самодеятельного уровня поднялся на профессиональный.
Затем был переведен в столичный Фрунзенский театр киргизской драмы. В течение двух лет поставил спектакли, которые стали значимыми для всего театрального искусства советской Киргизии: «Саманчынын жолу» («Материнское поле») по Чингизу Айтматову и «Совесть не прощает» Токтоболота Абдумомунова.
Проработав 8 лет в театре киргизской драмы, в начале 1970-х годов М. Назаралиев был назначен главным режиссёром в Нарынский областной музыкально-драматический театр.
В 1973 году он ставит на его сцене «Отелло» Шекспира, который затем успешно был показан в столице и на гастролях по республике. Постановка заняла первое место на республиканском театральном фестивале. Исполнитель главной роли Капар Медетбеков позднее получил за свой актерский труд звание народного артиста СССР, а режиссеру присвоили звание заслуженного деятеля искусств Киргизской ССР.
В 1977—1985 годах М. Назаралиев — художественный руководитель Союза театральных деятелей. В 1981 году он второй раз поставил в Киргизской драме, ставший очень популярным спектакль «Совесть не прощает» с новым актёрским составом.
После этого назначается главным режиссёром Иссык-Кульского областного музыкально-драматического театра им. Касымалы Джантошева. Здесь среди его постановок спектакль «Журу бер» («Пойдём») по драме известного турецкого писателя-сатирика Азиза Несина.
М. Назаралиев является одним из выдающихся деятелей киргизского театрального искусства наряду с такими режиссёрами, как Бообек Ибраев и Токтоболот Абдумомунов. У него была своя техника работы с актёрами, работа на пределе возможностей. Назаралиев охотно передавал своё мастерство молодым коллегам, работал с народными театрами Киргизии.
В 1992 году за вклад в развитие киргизского театрального искусства М. Назаралиев был удостоен звания народного артиста Киргизской Республики.
Поставил целый ряд спектаклей мировой, советской и киргизской драматургии, в том числе, по произведениям Шекспира, Карло Гольдони, Гоголя, Грибоедова, Чингиза Айтматова, Азиза Несина, Т. Абдумомунова, М. Байджиева, Ж. Садыкова,